# Selección de fútbol sala de Mongolia
La Selección de fútbol sala de Mongolia es el equipo que representa al país en la Copa Mundial de fútbol sala de la FIFA y en el Campeonato Asiático de Futsal; y es controlado por la Federación de Fútbol de Mongolia.

## Estadísticas

### Copa Mundial de Futsal FIFA
| Copa Mundial de fútbol sala de la FIFA | Copa Mundial de fútbol sala de la FIFA | Copa Mundial de fútbol sala de la FIFA | Copa Mundial de fútbol sala de la FIFA | Copa Mundial de fútbol sala de la FIFA | Copa Mundial de fútbol sala de la FIFA | Copa Mundial de fútbol sala de la FIFA | Copa Mundial de fútbol sala de la FIFA |
| Año                                    | Ronda                                  | J                                      | G                                      | E                                      | P                                      | GF                                     | GC                                     |
| -------------------------------------- | -------------------------------------- | -------------------------------------- | -------------------------------------- | -------------------------------------- | -------------------------------------- | -------------------------------------- | -------------------------------------- |
| 1989 - 2008                            | No participó                           | No participó                           | No participó                           | No participó                           | No participó                           | No participó                           | No participó                           |
| 2012                                   | No clasificó                           | No clasificó                           | No clasificó                           | No clasificó                           | No clasificó                           | No clasificó                           | No clasificó                           |
| 2016                                   | No clasificó                           | No clasificó                           | No clasificó                           | No clasificó                           | No clasificó                           | No clasificó                           | No clasificó                           |
| 2021                                   | No clasificó                           | No clasificó                           | No clasificó                           | No clasificó                           | No clasificó                           | No clasificó                           | No clasificó                           |
| Total                                  | 0/9                                    | -                                      | -                                      | -                                      | -                                      | -                                      | -                                      |

### Copa Asiática de Futsal de la AFC
| Copa Asiática de Futsal de la AFC | Copa Asiática de Futsal de la AFC | Copa Asiática de Futsal de la AFC | Copa Asiática de Futsal de la AFC | Copa Asiática de Futsal de la AFC | Copa Asiática de Futsal de la AFC | Copa Asiática de Futsal de la AFC | Copa Asiática de Futsal de la AFC |
| Año                               | Ronda                             | J                                 | G                                 | E                                 | P                                 | GF                                | GC                                |
| --------------------------------- | --------------------------------- | --------------------------------- | --------------------------------- | --------------------------------- | --------------------------------- | --------------------------------- | --------------------------------- |
| 1999 - 2010                       | No participó                      | No participó                      | No participó                      | No participó                      | No participó                      | No participó                      | No participó                      |
| 2012                              | No clasificó                      | No clasificó                      | No clasificó                      | No clasificó                      | No clasificó                      | No clasificó                      | No clasificó                      |
| 2014                              | No participó                      | No participó                      | No participó                      | No participó                      | No participó                      | No participó                      | No participó                      |
| 2016                              | No clasificó                      | No clasificó                      | No clasificó                      | No clasificó                      | No clasificó                      | No clasificó                      | No clasificó                      |
| 2018                              | No clasificó                      | No clasificó                      | No clasificó                      | No clasificó                      | No clasificó                      | No clasificó                      | No clasificó                      |
| 2022                              | No clasificó                      | No clasificó                      | No clasificó                      | No clasificó                      | No clasificó                      | No clasificó                      | No clasificó                      |
| Total                             | 0/16                              | -                                 | -                                 | -                                 | -                                 | -                                 | -                                 |